# Abbaye de Villers-Bettnach
L’abbaye de Villers-Bettnach est une ancienne abbaye cistercienne dont il reste encore quelques vestiges et ruines. Elle se trouve à Villers-Bettnach, petit village sur la commune de Saint-Hubert, en Moselle (France).
Au cœur d’un massif forestier, la vallée de la Canner n’en est encore qu'à ses prémices et une petite vallée secondaire draînée par un petit ruisseau s’y raccroche. C’est là, en remontant ce ruisseau que l’on trouve le site de l’abbaye de Villers-Bettnach, sur une petite butte de cette vallée.
L'abbaye est classée monument historique depuis le 28 mars 1905.

## Étymologie
- Villers se remarque dans le latin villare (ferme). Bettnach viendrait d'une contraction de betta (cens) et de ager (ach, de l'Allemand Acker = acre, champ, arpent[4])[réf. nécessaire]. Il y aurait ainsi « les redevances de la ferme ou village » ou encore « les censives du village ».

Le nom de Villers-Bettnach pourrait donc être issu d'une ancienne villa, ferme gallo-romaine comme on en a retrouvé à Bettelainville, village voisin.
Les habitants de la région donnent à ce lieu le nom de « Villers l'Abbaye ».
- Villers-Bettnach se retrouve, entre autres, sous les noms de[5] :

Villers de Botanagri (1137), Monasteri sanctae Maria de Villerio (1147), Vilerense monasterium in Beddenacker (1184), Sainte-Marie de Vilers (1228), L'Abbei de Viller (1427), Le Monaistère de la benoite Vierge Mairie de Viller de costé Mets (1444), Villiers-l'Abbaie/Villiers-L'Abbaye (1482), Vilarium Betnach (1509), Villers-Bettnach (1869).
- Weiler-Bettnach en allemand.

## Origines
La fondation de l'abbaye remonte de façon sûre au début des années 1130. Filiale de Morimond à une époque où celle-ci était dominée par l'élément germanique, située au-delà de la limite des langues, à une vingtaine de kilomètres seulement au nord-est de Metz. La communauté cistercienne de Villers-Bettnach eut des germanophones pour premiers abbés et l'élément germanique semble avoir également dominé parmi les moines au cours des XIIe et XIIIe siècles .
Villers, dans le duché de Lorraine, faisait partie du bailliage d'Allemagne, office de Sierck, comme d'ailleurs ses possessions de base, tout en dépendant, au spirituel, de l'évêché de Metz.
Les moines cisterciens, lorsqu'ils cherchaient un lieu propice à leur installation, ne le choisissaient pas uniquement pour des raisons économiques ou matérielles. Ils recherchaient avant tout la solitude: un lieu où l'âme pourrait librement louer Dieu, en se consacrant à la prière et au travail.
Le travail produirait très vite une richesse et la prière, un rayonnement qui augmentait les reconnaissances.
Admirons alors la position de Villers : dans une vallée, à proximité de la ville (Metz et Thionville), au cœur d'un immense massif forestier.

## Filiation
Dans l'histoire de Metz par les religieux bénédictins, il est dit qu'en 1130 fut fondée l'abbaye cistercienne de Freistroff : on rapporte à peu près en même temps la fondation de l'abbaye cistercienne de Villers-Bettnach, autre maison de l'Ordre de Cîteaux.
Henri de Carinthie, fils du duc Engelbert de Carinthie, et le marquis Léopold III d'Autriche, eurent l'idée de fonder une abbaye. Henri, moine de Morimond (Haute-Marne), puis abbé de ce monastère, fut envoyé par cette abbaye pour fonder Villers en qualité d'abbé, aidé par Léopold.
Le duc de Lorraine, Simon 1er, leur donna les terres de la vaste forêt qui occupait alors tout le bassin des sources de la Canner. Ces lieux avaient été des anciens domaines du fisc royal que les ducs avaient hérité. La ville de Metz y envoyait, dans les premiers siècles, des esclaves afin d'y satisfaire ses grands besoins en bois.

## La prospérité
Henri devint donc le premier abbé de Villers, tout en gardant le même titre sur l'abbaye de Morimond. En 1144, il fut élu évêque de Troyes (Aube), mourut en 1169 et fut inhumé dans l'abbaye de Boulancourt (aujourd'hui hameau de la commune de Longeville-sur-la-Laines (Haute-Marne).
L'abbaye de Villers prospéra très rapidement. Dès 1134, c'était une maison structurée, autour d'une petite chapelle de style roman, écrasée et sombre, dédiée à sainte Catherine.
En effet, Catherine de Schambley, épouse de Hugues Blanchard, sire de Crépi, avait ajouté d'importantes donations à la dotation initiale. C'est ainsi que Villers reçut l'étang qui porte encore le nom d'étang Blanchard.
Les époux Blanchard furent enterrés à Villers.
Les bénédictins précisent : L'abbaye de Villers était autrefois puissante et avait reçu des grands biens de la part des souverains et des évêques de Metz.
Rapidement, au fil des donations et de son expansion, l'abbaye de Villers-Bettnach fut l'une des plus riches de Lorraine.
Vers 1210, Luccarde de Leiningen, la veuve du comte de Sarrebruck Simon II (de) et son beau-frère Henri (de), premier comte de Deux-Ponts (Zweibrücken), firent don à l’abbaye cistercienne de Villers-Bettnach d’un terrain situé à l'orée de la forêt du Warndt pour y bâtir un hôpital. Cet hôpital fondé en 1214 se trouvait à l’emplacement de l’actuelle église Saint-Nicolas de L'Hôpital.
Entre le XVIe et le XVIIIe siècle, l'abbaye crée de nombreux villages dans les terres environnantes.

## Déclin
La période révolutionnaire acheva son déclin, son effondrement, voire sa disparition.

## Filiation et dépendances
Villers-Bettnach  est fille de l'abbaye de Morimond

## Liste des abbés
Brice MANIEL (religieux et prieur en 1738)

## Sources